# Ilha Deer (Novo Brunswick)

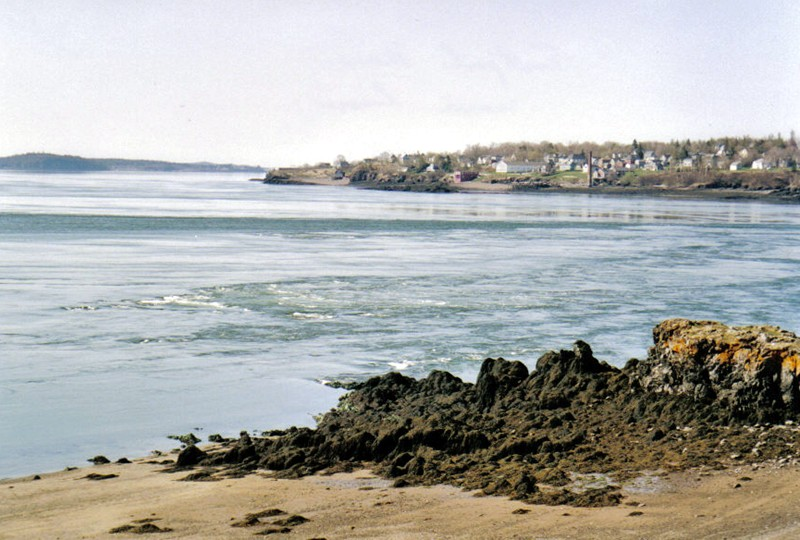
Ilha Deer, com o turbilhão visível.

A ilha Deer é uma ilha na baía de Fundy, à entrada da baía de Passamaquoddy, em New Brunswick, no Canadá. É atravessada pelo paralelo 45 N.
Tem 45 km² e cerca de 850 habitantes (2001). A economia local é fundamentalmente movida pela pesca e aquacultura, embora o turismo venha a crescer de importância, em especial pelos amantes do mergulho. A ilha é conhecida por ser o local onde se observa o Old Sow, o terceiro maior turbilhão do hemisfério ocidental.